# カーニー兄弟
カーニー兄弟（カーニーきょうだい）、ないし、ダン・アンド・フランク・カーニー (Dan and Frank Carney) は、ピザハットを創業したアメリカ合衆国の起業家である、カンザス州ウィチタ出身のダン・カーニー（Dan Carney、1931年 - ）とフランク・カーニー（Frank Carney、1938年4月26日 - 2020年12月2日）の兄弟ふたり。

## 生い立ち
カーニー兄弟は、6人きょうだいの一家に生まれ、カンザス州ウィチタで育ち、現在も同地に住んでいる。

## ピザハット
1958年、兄弟は600ドルを母親から借りて、学生相手のピザ・レストランを開いたが、これは空き店舗の物件を持っていた地元の不動産業者が、ピザには有望な見込みがあると兄弟を説得したことがきっかけだった。兄弟は、ピザについても、事業経営についても、ほとんど何も知らない状態から事業を始めたが、短期間のうちに多くを学び、事業は成長していった。1959年には、最初のフランチャイズ加盟店がカンザス州トピカに開店した。やがて、カンザス州マンハッタンのアギーヴィルのピザハットが、それまで存在していなかったピザの配達サービスを開始した。1977年には、ピザハットの店は4,000店を数えるまでになった。この年、兄弟はこの事業を、ペプシコに3億ドル以上で売却することを決め、他の事業への投資に乗り出した。フランクは、1980年までピザハットに留まり、取締役社長を務めた。

## その後
フランクは、1994年にパパ・ジョンズ・ピザの加盟店の経営者となった。2001年の時点で、彼は 133カ所の店舗の所有者となっていた。テキサス州ヒューストンに拠点を起く彼が所有していた会社 (PJ Wichita LLC) は、カンザス州、アリゾナ州、ミズーリ州、カリフォルニア州、テキサス州、ハワイ州に店舗を展開しており、その中には兄弟の出身地であるウィチタや、ダービーやアンドーバー郊外の店もあったが、その後、経営に当たっていた当時の社長テリー・ニューマン (Terry Newman) にこの事業を売却した。パパ・ジョンズ・ピザは、1990年代後半にはピザハットと法廷闘争を続けたが.  当時のパパ・ジョンズのCMは、事実を強調する手法をとっており、中には、ピザハットの株主総会に、パパ・ジョンズのエプロンを着けたフランクが現れ、「諸君、すまないね。僕はもっとおいしいピザを見つけたんだよ。(Sorry, guys. I found a better pizza.)」と語るという内容のものもあった。フランクは、ピザハットに対して個人的にも批判をしており、自分が兄と経営していたころに比べ、かつて彼らが創業したチェーンが提供しているピザの品質は劣っている、と公言した。
現在、フランクは、Entrust Financial Corp. や Entrust Bank, N.A. の役員のひとりである。また、過去には、国際フランチャイズ協会 (the International Franchise Association, IFA) 会長や、ウィチタ地域商工会議所 (the Wichita Area Chamber of Commerce) 会長も務めた。その業績に対して、業界からの顕彰として、1975年に国際フードサービス業者協会 (the International Foodservice Manufacturers Association) から Silver Plate Award が、また、マルチ＝ユニット・フードサービス機構 (the Multi-Unit Foodservice Organization) からは1974年の Man Of The Year が贈られた。1991年にはIFAの殿堂入りを果たした。
ダンは、地元の町のコミュニティと強いつながりを維持し続け、慈善事業組織、非営利組織であるカンザス州脳性麻痺研究財団 (Cerebral Palsy Research Foundation of Kansas) の理事長を、その設立以来30年以上も務めている。現在は、ウィチタ州立大学財団、グアダルーペ・クリニック (Guadalupe Clinic)、ウィチタ赤十字社、ウィチタ・コミュニティ財団 (Wichita Community Foundation) などの役員を務めている。ダンは、ウィチタ州立大学の卓抜な業績を上げた同窓生として、学長メダル賞 (the W.S.U. Presidents Medal of Distinguished Alumnus Award) を受賞しており、ビッグ・ブラザーズ・ビッグ・シスターズ・オブ・アメリカから「Reaching the Summit」の栄誉を贈られている。1977年、彼はピザハットの殿堂 (the Pizza Hut Hall of Fame) 入りの第1号となり、2001年にはジュニア・アチーブメント・ウィチタ (the Junior Achievement Wichita) のビジネスの殿堂 (Business Hall of Fame) 入りを果たした。
ダンは、NASDAQに上場している T-Netix の会長でもあり、 DCSS Digital Computing、Resort 1、Pulse の役員となっているほか、個人的な投資の運用も行なっている。
ダンには6人の子と10人の孫がいる。ダンの妻はゲイラ・ワグノン (Gayla Wagnon) である。フランクには8人の子と11人の孫がいる。
フランクの子どもたちのうち、トレヴァー・カーニー (Trevor Carney) とトレッサ・カーニー (Tressa Carney) は、父とともにパパ・ジョンズの事業に関わっている。